# Alsophila walkerae
Alsophila walkerae là một loài dương xỉ trong họ Cyatheaceae. Loài này được J.Sm. mô tả khoa học đầu tiên năm 1875.